# Лаунж
Лаунж, или лаундж (от англ. lounge — «гостиная», lounge music — «музыка для холла») — термин в популярной музыке для обозначения лёгкой, фоновой музыки, которая первоначально часто звучала в холлах гостиниц, магазинов, в кафе, в лифтах.

## Описание стиля
В отличие от более общего термина лёгкая музыка (точнее, стиль Easy listening), для лаунжа характерны большее джазовое влияние (см. smooth jazz), камерность и импровизация. Несмотря на то, что существует специально записанная музыка для подобных целей, термин лаунж охватывает обширный спектр исполнителей различных жанров: от джаза и боссановы до электроники, общей характеристикой являются лёгкие, успокаивающие композиции. Буквально исполнителем лаунжа может считаться любой музыкант, играющий для публики при ресторанах и магазинах. В музыкальной индустрии США с лаунжем пересекается так называемая музыка холостяцких гостиных — ещё один формат, отличающийся наличием экспериментально-китчевых исполнителей.

## 1950—1960-е годы
С ретроспективной точки зрения золотой эрой лаунжа принято считать 1950-е — 1960-е годы. Это были, как правило, хорошо знакомые эстрадные номера, исполняемые неизвестными оркестрами. В 60-е годы появились крупные профессиональные лаунж-ансамбли: оркестры Берта Кемпферта, Герба Альперта (Tijuana Brass), Джеймса Ласта, Поля Мориа.
Музыка к фильмам, по определению являющаяся фоновой музыкой, также является неотъемлемой частью лаунжа (Генри Манчини, Бёрт Бакарак).
Следует иметь в виду, что подобие лаунжа 50-х/60-х можно встретить под термином "muzak" (по названию компании Muzak Holdings и "её" исполнителей из Muzak Orchestra). При этом "muzak"-ом зовётся не столько "чистый" лаунж, сколько его функциональный вариант, с особым уклоном в ненавязчивость и простоту.

## 1990—2000-е годы
В 1990-е годы лаунж пережил вторую популярность: благодаря интересу к ретрозаписям было выпущено множество сборников с оригинальной лаунж-музыкой 1950—1960-х годов. Одновременно возникли новые ансамбли — как культивирующие стиль традиционного лаунжа (Combustible Edison, Hooverphonic, De-Phazz), так и перенёсшие идеи лаунжа в электронную музыку (Jaffa, Zimmer-G, сборники Café del Mar, сборники серии Hotel Costes).
В 2000-е годы лаунж оставался также популярным, к числу наиболее известных можно отнести Lounge Against the Machine, Nouvelle Vague, Pink Martini, Lemongrass, Gabin.